# Achille-Antoine Hermitte
Achille-Antoine Hermitte (Parigi, 1840 – Saigon, 1870) è stato un architetto francese.
È noto per aver progettato il municipio di Hong Kong e il palazzo del Governatore di Saigon, noto anche come palazzo Norodom. La sua vita non è ben documentata e la data e il luogo esatti della sua morte sono incerti. Il suo unico edificio tuttora esistente è la piccola cappella della tomba di San Francesco Saverio sull'isola di Sancian, a sud-ovest di Canton in Cina.